# Anna Rubner
Anna Rubner, geboren als Anna Juliana Marianne Szombathy (* 26. September 1883 in Wien, Österreich-Ungarn; † 21. April 1968 in Eden Gemeinnützige Obstbau-Siedlung/Oranienburg, DDR), war eine österreichisch-deutsche Bühnenschauspielerin, Theaterleiterin und Regisseurin.

## Leben und Wirken

### Frühe Jahre als Theaterschauspielerin
Anna Rubner erhielt ihre künstlerische Ausbildung am Konservatorium in Wien und ließ sich, um ein zweites wirtschaftliches Standbein zu erlangen, auch zur Schneiderin ausbilden. An ihrem 20. Geburtstag gab sie ihren Theatereinstand im mährischen Troppau. Dort blieb sie nur eine Spielzeit, wechselte anschließend nach Linz und eine weitere Saison später nach Salzburg. Nach einer weiteren einjährigen Verpflichtung, diesmal nach Hamburg, kehrte sie 1907 nach Wien zurück, um dort einer Verpflichtung an das Raimundtheater nachzukommen. Es folgten Verpflichtungen nach Breslau und Berlin. In jungen Jahren belegte Anna Rubner das Fach der Ersten Heldin, Liebhaberin und Salondame. Zu ihrem Rollenrepertoire zählten die Feodora, die Rhodope (in Gyges und sein Ring), die Magda (in Heimat), die Marikke in Johannisfeuer, die Julia (in Romeo und Julia), die Hero, die Rose Bernd und die Renate in Der Strom.
In Berlin knüpfte sie Kontakt zum linken Flügel des Bundes Deutscher Frauenvereine und begann sich seitdem mit Reden und Taten für die Verbesserung der sozialen Lage von Schauspielerinnen zu engagieren.

### Leben und Wirken in Eden
1915 ließ sich Anna Rubner in dem Oranienburger Stadtteil Eden nieder. In Oranienburg richtete sie nach dem Ersten Weltkrieg regelmäßige Theatervorstellungen mit Schauspielern ohne ein Engagement ein. 1928 wurde in Eden die Arbeitsgemeinschaft „Laienspiele“ geschaffen, die sich aus den ersten künstlerischen Bemühungen Anna Rubners seit 1915 entwickelt hatte. 1930 begann man dort Stücke aufzuführen. Rubner inszenierte mit der Edener Heimatbühne bis zum Beginn des Zweiten Weltkriegs 158 Stücke in insgesamt 317 Aufführungen. Gespielt wurden u. a. die klassischen Werke von Aischylos, Shakespeare, Calderón, Molière, Goldoni, Goethe, Schiller, Lessing, Grillparzer, Nestroy aber auch die Schwänke von Hans Sachs. Auf dem Spielplan standen aber auch modernere Autoren, darunter Ibsen, Björnson, Strindberg, Hauptmann, Maeterlinck, Tolstoi und Gorki. Während des Zweiten Weltkrieges wirkte Anna Rubner als Regisseurin und Schauspielerin am Hans-Schulze-Studio in Berlin-Wilmersdorf.
Kurz nach Kriegsende nahm sie in Eden ihre kulturelle Arbeit wieder auf. Vom ostzonalen Volksbildungsamt bekam sie den Auftrag, durch den Krieg künstlerisch entwurzelte Kulturschaffende wieder berufsfähig zu machen. Aus diesen Interpreten und den einstigen Darstellern der Edener Heimatbühne formte Rubner eine Gastspieltruppe, die von 1946 bis 1947 als „Künstlergemeinschaft Oranienburg“ über die Dörfer und Städte der Ostzone sowie der DDR tingelte. Ab dieser Zeit war Anna Rubner bis zu ihrem Tod im Alter von 84 Jahren künstlerische Leiterin der Edener Heimatbühne.

## Weblink
- Anna Rubner auf eden-eg.de

| Personendaten    | Personendaten                                                                 |
| ---------------- | ----------------------------------------------------------------------------- |
| NAME             | Rubner, Anna                                                                  |
| ALTERNATIVNAMEN  | Szombathy, Anna Juliana Marianne (Geburtsname)                                |
| KURZBESCHREIBUNG | österreichisch-deutsche Bühnenschauspielerin, Theaterleiterin und Regisseurin |
| GEBURTSDATUM     | 26. September 1883                                                            |
| GEBURTSORT       | Wien, Österreich-Ungarn                                                       |
| STERBEDATUM      | 21. April 1968                                                                |
| STERBEORT        | Eden Gemeinnützige Obstbau-Siedlung, Oranienburg, Deutschland                 |